# 模里西斯環頸鸚鵡
，又稱迴聲鸚鵡，是南印度洋近馬達加斯加島嶼上唯一生存的原生鸚鵡屬物种。

## 分類
留尼旺鸚哥原先只是基於油畫及傳聞而被描述為P. eques，且被認為是與模里西斯環頸鸚鵡為同一物種。但是後來的證據顯示留尼旺鸚哥確實存在，並與迴聲鸚鵡為近親，故有指應將牠們分類為亞種。另一方面，一些學者卻認為留尼旺鸚哥只有一個標本，並沒有足夠的數據來支持這個分類。無論如何，牠們也肯定是屬於同一分支。

## 特徵
模里西斯環頸鸚鵡的外觀像其近親的紅領綠鸚鵡，不過牠們較為短小，尾巴也明顯較短，而綠色也較密。雌鳥沒有頸環，喙呈黑色。雄鳥的上喙呈紅色。

## 保育狀況
模里西斯環頸鸚鵡於1980年代初差不多已滅絕。餘下的10隻鸚鵡因失去適合的樹木、受黑鼠及長尾獼猴的掠食及與其他鳥類競爭而很難進行繁殖。後來進行了一連串的研究及保育計劃，牠們的數量於1980年代末開始穩定。到了1990年代中期，牠們就有約50-60隻；於2000年，其數量就躍升超過100隻。2007年世界自然保護聯盟將牠們列為極危。直到2019年，由於模里西斯環頸鸚鵡的極端威脅不再，IUCN再把他們升至易危物種，据IUCN統計，目前成熟個體數量大約在400只-450只之間。

## 外部連結
- World Parrot Trust （页面存档备份，存于）
- 模里西斯環頸鸚鵡的相片 （页面存档备份，存于）
- 模里西斯環頸鸚鵡的保育